# 崔光韶
崔光韶（？—？），清河郡东武城县（今河北省衡水市故城县）人，出自清河崔氏定著六房之一的清河青州房，北魏官员。

## 生平
崔光韶侍奉长辈以孝顺闻名，以奉朝请为起家官。崔光韶和弟弟崔光伯是双胞胎兄弟，两人的操行学业相等，互相之间特别友爱。崔光韶通过吏部尚书李冲，将奉朝请的官职让给崔光伯，言辞态度很诚恳。李冲替崔光韶上奏，魏孝文帝元宏很是赞赏，就同意了。太和二十年（496年），朝廷任命崔光韶出任司空行参军，崔光韶又请求将官职让给堂叔崔和，他说：“臣确实地位低微，还未达到可以推让官位的品级，但适逢唐尧的时代，以没有推让的德行为耻。”崔和也谦虚退让，辞谢不就任。魏孝文帝称赞他们，于是任命崔和为广陵王国常侍，随即任命崔光韶兼任秘书郎，主掌校对华林的皇帝藏书。
魏孝明帝初年，崔光韶出任青州治中。当时尚书考功郎贾思同回到青州担任别驾，崔光韶仗着资历和门第耻于在贾思同之下任职，就辞去官职，青州同乡都为贾思同抱不平。崔光韶后出任司空骑兵参军，又兼任司徒户曹，外任济州辅国府司马，刺史高植很信任崔光韶，政事大多向他咨询请教。崔光韶又升任青州平东府长史，军府解散后，魏孝明帝敕令崔光韶代理青州刺史。崔光韶清廉正直明于决断，百姓官吏对他畏惧又爱戴。崔光韶回朝出任司空从事中郎，因为母亲年老解除官职回家奉养母亲，赋诗表达意向时，朝官写诗唱和的有数十人。很久后，朝廷征召崔光韶出任司徒谘议，崔光韶坚决辞让不上任。崔光韶性情严肃刚毅，声音洪亮急切，与人谈话常常和生气一样，甚至兄弟间谈话，外人听到还以为他们是在争吵，然而他们兄弟和睦，很少有人比得上的。
魏孝庄帝初年，河间邢杲率领黄河以北的流民十多万人，进攻逼迫州郡。青州刺史元世俊担忧不能自主，州中百姓乞求委任崔光韶为青州长史以镇守。当时阳平路回寓居青齐，与邢杲暗中勾结，引导贼人进入青州外城。崔光韶随机应变，在困难中也很坚定。当时黄河以北的流民在青州境内聚集，元世俊图谋要将他们诛杀，青州州府的人于是猜疑有二心。征东将军司马李浑和崔光韶向元世俊详尽陈述祸福厉害，因此锸血盟誓，上下恢复和睦。贼人退走后，元世俊表奏崔光韶忠诚刚毅，朝廷嘉奖他，派遣使者前往慰劳，崔光韶很快出任东道军司。永安三年（529年），元颢进入洛阳后，北魏黄河以南的州郡大多归附了他。齐州刺史、沛郡王元欣召集文武官员商议何去何从，元欣说：“北海王元颢和长乐王元子攸都是我的堂兄弟，现在皇位并未落入外人之手，我打算接受元颢的赦免，诸位认为如何？”在座的文武官员无不大惊失色。只有崔光韶高声说：“元颢受南梁节制，向本朝发兵，拔起树根塞住水源来资助仇敌，这样的乱臣贼子当代没人比的上。难道仅是因为大王您一家的事情而对他切齿痛恨，下官等人都受朝廷的恩典，不敢服从元颢。”长史崔景茂、前任瀛州刺史张烈、前任郢州刺史房叔祖、征士张僧皓等人都说：“军司的意见对。”元欣就杀了元颢派来的使者。
不久朝廷征召崔光韶出任辅国将军、廷尉少卿。崔光韶还未到任，就被任命为太尉长史，加左将军，很快升任廷尉卿。当时秘书监祖莹因为贪污被弹劾，崔光韶一定要对祖莹判重刑。太尉城阳王元徽、尚书令临淮王元彧、吏部尚书李神俊、侍中李彧都是当时权利威望很大的人物，都为祖莹求情。崔光韶严肃的说：“各位朝中贤臣掌管政令，没听说过一件舜那样的功业，如何反替罪人说话呢！”崔光韶就是这样坚持自己的立场。
永安末年，在政治混乱的时候，崔光韶返回故乡。崔光韶博学善辩，尤其喜好据理争论，对于人伦关系和礼法的得失，引经据典的评论，一点也不宽容。崔光韶家中财产丰足，但他生性简朴吝啬，乘劣马穿旧衣，饮食粗淡。当初崔光韶在京城洛阳居住时，同居一里的王蔓家夜遇强盗，两个儿子被害。魏孝庄帝诏令黄门高道穆派人搜捕，一坊之内挨家搜索。到崔光韶家中时，发现绫绢钱帛塞满了箱笼，议论者讥笑崔光韶过于吝啬。普泰元年（531年）二月，镇远将军崔祖螭和张僧皓率领青州七郡的部众反叛北魏，包围青州的东阳城，十余日之间，部众达到十多万人。青州刺史元贵平想要崔光伯出城慰劳叛军，崔光韶说：“城民骄纵，由来已久，人人忿恨，怨气很盛。古人说：‘众怒如同水火’，由此看来，今天是不可以用劝慰制止叛乱的。”元贵平强迫崔光伯出城，崔光韶说：“刺史受委任管辖一方，总管万里，但是治理的大事不与国士商议，与你共腹心的都是奉迎小人。既不能绥抚遏制以杜绝事变在萌芽中，又不能安坐观察，等待敌人气焰衰搓。逼迫我弟弟做没有意义的事，如果他单骑独往，可能被拘留，如果以兵众临敌，势必引起相互敌对，可以预料无济于事。”元贵平逼迫不已，崔光伯不得已出城，走出数里，东阳城民因为崔光伯兄弟是民心所向，害怕崔光伯被叛军截留，随从防卫崔光伯的人很多。叛军以为他们是来挑战的，崔光伯还来不及说明来意，就被流箭射中死去。崔光韶家的资产都交给弟弟崔光伯经营，崔光伯死后，崔光韶把借钱的契约都烧了。河间邢子才曾借钱数万，后来送还给崔光韶，崔光韶说：“这是已故弟弟借给你的，我不知道。”最终崔光韶也没接受。刺史元弼的前妻，是崔光韶续娶夫人的侄女，但元弼贪婪，有很多不法行为。崔光韶因为元弼是姻亲，极力批评指责，元弼怀恨在心。永熙二年（533年）四月，恰逢耿翔在青州边界反叛，元弼诬陷崔光韶的儿子崔通与賊人勾結，将崔光韶全家囚禁，拷问蛮不讲理，但崔光韶与元弼争辩，言辞态度毫不退让。恰逢樊子鹄出任东道大使，知道崔光韶被冤枉，审理后将他释放。这时有人劝崔光韶拜访樊子鹄致谢，崔光韶说：“晋国的羊舌大夫已有先例，我何必前去。”樊子鹄听说后赞叹佩服。天平二年（535年）四月，青州刺史侯渊被封延之取代职务，心生疑惧，率军驻扎在益都，图谋反叛。侯渊派数百骑兵趁夜进入益都的南城墙，劫持崔光韶，用刀威胁他为自己出谋划策。崔光韶说：“凡是起兵的人，需要有名义，刺史今天的举动简直是作贼，父老知道后又有什么办法？”侯渊虽然恨崔光韶，却敬重他不敢加害。不久朝廷任命崔光韶为征东将军、金紫光禄大夫，崔光韶没去上任。
崔光韶因为世道艰难，朝廷屡次变故，就闭门谢客，断绝吉凶礼仪来往，他告诫子孙们说：“我自认为立身处世无愧于古代英烈，只是因为当官的命有限，不容我媚世获取进身的路。任官以来，没有冒进一级。官位虽然不通达，也曾任九卿。况且我平生的产业，足可遗留留给你，官阶又有什么可说的呢？我既命薄，三次娶妻，所以你们兄弟各不同母，夫妻合葬不是古礼，我死后不必合葬。然而给与追赠谥号，出自君主的恩典，怎么能允许子孙自己求取，不要请求追贈。如果违背我的心愿，我如果死后有灵，就不享受你们的祭祀。我兄弟自幼到老，衣服飲食未曾有一点不同，至于儿女的官位婚配等荣耀有利的事情，没有不先推让给弟弟的。我弟弟突遭横祸，暂时做松木棺材，也可为我做松木棺材，让我能看见。”崔光韶去世时虚岁七十一。魏孝静帝初年，侍中贾思同申诉上奏，称赞崔光韶的操行和业绩，朝廷立刻追赠崔光韶散骑常侍、骠骑将军、青州刺史。

## 其他
崔光韶喜好夸耀人物，没有推崇过什么人，却经常说司空长史房景伯有士大夫的操行和学业。

## 家庭

### 父亲
- 崔幼孙，北魏太原郡太守

### 兄弟
- 崔光伯，北魏太傅谘议参军

### 子女
- 崔通